# Girolamo Donnini

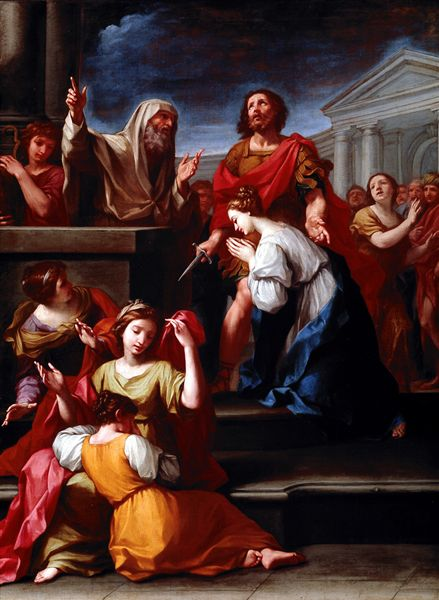
Sacrifice de la fille de Jephté

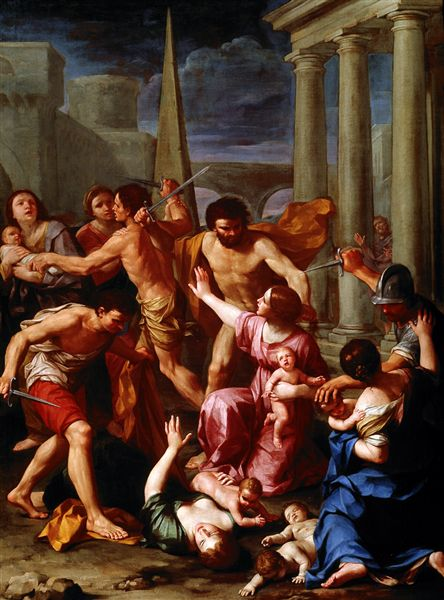
Massacre des Innocents

Girolamo Donnini (Correggio, 18 avril 1681 - Bologne, 23 janvier 1743) est un peintre italien baroque de l'école bolonaise.

## Biographie
D'abord élève du peintre Francesco Stringa à Modène, puis de  Giovanni Gioseffo dal Sole à Bologne, Girolamo Donnini part ensuite à Forlì travailler avec Carlo Cignani.
Francesco Boni fut de ses élèves.

## Œuvres
- Annonciation, pour le maître-autel de l'église Annunziata delle Orfanelle de Turin
- Saint  Joseph instruit par les anges, église du Corpus Domini,
- Visitation, église des Salesians, Pescia.
- Peintures à Saint-Sébastien à Correggio.
- Saint Antoine de Padoue, San Francesco à Rimini.
- peintures à l'Una dell'Ospedale Maggiore de Bergame

## Sources
- (en) Cet article est partiellement ou en totalité issu de l’article de Wikipédia en anglais intitulé « Girolamo Donnini » (voir la liste des auteurs).